# Duryea (Pensilvânia)
Duryea é um distrito localizado no estado norte-americano de Pensilvânia, no Condado de Luzerne.

## Demografia
Segundo o censo norte-americano de 2000, a sua população era de 4634 habitantes.
Em 2006, foi estimada uma população de 4396, um decréscimo de 238 (-5.1%).

## Geografia
De acordo com o United States Census Bureau tem uma área de
14,9 km², dos quais 14,3 km² cobertos por terra e 0,6 km² cobertos por água.

## Localidades na vizinhança
O diagrama seguinte representa as localidades num raio de 4 km ao redor de Duryea.